# Basket Case (film)
Basket Case is een Amerikaanse horrorfilm uit 1982, geschreven en geregisseerd door Frank Henenlotter. De film valt vooral op door het lage productiebudget en het overdreven geweld. De hoofdrollen worden vertolkt door Kevin Van Hentenryck, Terri Susan Smith en Beverly Bonner.

## Verhaal
De naïeve Duane Bradley arriveert op een dag in New York, met een mand met daarin zijn monsterlijke, parasitaire tweelingbroer Belial. De twee werden geboren als Siamese tweeling. Hun moeder stierf bij de geboorte. Duane was een normale baby maar Belial bleek zo misvormd dat mensen twijfelden of hij wel menselijk was. Hun vader liet de twee van elkaar scheiden zodat Duane een normaal leven kon leiden en Belial hopelijk zou sterven.
Belial overleefde echter en heeft vandaag de dag een telepathische band met Duane. Samen sporen ze de drie doktors op die destijds de operatie hebben uitgevoerd, en vermoorden hen voor het feit dat ze de broers hebben gescheiden. Er ontstaat echter een breuk tussen de broers wanneer Duane een vrouw genaamd Sharon ontmoet. Hij krijgt een visioen dat Belial haar uiteindelijk zal vermoorden, wat hij ook doet. Dit maakt dat Duane zich uiteindelijk tegen zijn broer keert. In een worsteling vallen ze beiden uit het raam van hun hotel.

## Rolverdeling
| Acteur               | Personage                        |
| -------------------- | -------------------------------- |
| Kevin Van Hentenryck | Duane Bradley / Belial (stemrol) |
| Sean McCabe          | Jonge Duane                      |
| Terri Susan Smith    | Sharon                           |
| Beverly Bonner       | Casey                            |
| Robert Vogel         | Hotelmanager                     |
| Diana Browne         | Dr. Judith Kutter                |
| Lloyd Pace           | Dr. Harold Needleman             |
| Bill Freeman         | Dr. Julius Lifflander            |
| Joe Clarke           | Brian 'Mickey' O'Donovan         |
| Ruth Neuman          | Tante                            |
| Richard Pierce       | Duane's vader                    |
| Dorothy Strongin     | Josephine                        |
| Ilze Balodis         | Maatschappelijk werker           |
| Kerry Buff           | Detective                        |
| Tom Robinson         | Dief in theater                  |

## Achtergrond

### Effecten
Belial wordt in de film voor het grootste gedeelte neergezet via een pop, afgewisseld met stop motion. Kevin Van Hentenryck diende als model voor de pop en deed tevens de stem van Belial. In de close-upscènes waarin Belial zijn slachtoffers aanvalt, wordt hij gespeeld door Frank Henenlotter zelf, met een handschoen aan.

### Uitgave en ontvangst
Basket Case werd in april 1982 door Analysis Film Releasing Corporation uitgebracht in de bioscoop. In de jaren erop werd de film nog geregeld vertoond als middernachtfilm. In 1998 werd de film voor het eerst op dvd uitgebracht door Image Entertainment.
Op Rotten Tomatoes gaf 75% van de recensenten de film een goede beoordeling.

### Vervolgen
Basket Case kreeg twee vervolgen, beide geregisseerd door Frank Henenlotter:
- Basket Case 2 (1990)
- Basket Case 3: The Progeny (1991)